# Urbain Vermeulen
Urbain Vermeulen (Lede - Oordegem, 28 december 1940 – Gent, 13 februari 2016) was hoogleraar islamkunde en klassiek Arabisch aan de Katholieke Universiteit Leuven (tot 2005) en buitengewoon hoogleraar arabistiek en islamkunde aan de Universiteit Gent (tot 2006). Hij was ook algemeen voorzitter van de Europese Unie van Arabisten en Islamologen.

## Levensloop
Vermeulen studeerde af als licentiaat geschiedenis aan de UGent in 1962. Tijdens zijn studie was hij lid van de studentenvereniging Vlaamse Geschiedkundige Kring, waarvan hij ook praeses was in het academiejaar 1960-1961. Zijn licentiaatsthesis werd gelauwerd met de André Schaepdrijverprijs 1962 (een prijs uitgereikt door OSGG, de alumnivereniging "Oud-studenten Geschiedenis Universiteit Gent"). Hij behaalde ook de diploma's van archivaris-paleograaf (1962), geaggregeerde HSO geschiedenis (UGent 1963), kandidaat in de rechten (UGent 1964) en licentiaat Oosterse taalkunde en geschiedenis (UGent 1965). In 1969 promoveerde Vermeulen aan de UGent tot doctor in de geschiedenis met de verhandeling De Eerste Internationale in de Belgische burgerlijke pers (promotor: prof. dr. Jan Dhondt).
Bij zijn studenten was hij gekend om zijn flamboyante en vaak humoristische wijze van lesgeven. Vermeulen werd regelmatig gevraagd als expert tijdens de Golfoorlog in Koeweit in het begin van de jaren 1990. Hij nam regelmatig stelling in het publieke debat over de islam en had ook kritiek op de islam. Ook trad hij meermaals op als islamdeskundige in assisenzaken met een mogelijk religieus element.
Hij publiceerde over Arabische volksliteratuur, de geschiedenis van Egypte en Syrië van de tiende tot de vijftiende eeuw en de islamdoctrine en begeleidde ook cultuurreizen naar Egypte.

## Publicaties
- De tranen van Boabdil, in: Streven, 1992
- De betrekkelijke charme van de Islam, in: Kultuurleven, 1993
- The last three wives of 'Antar, in: Guerre et paix / Ed. par C. Cannuyer e.a. - Brussel: Société belge d'études orientales (pp. 141-146), 1995
- De confrontatie van de godsdiensten ten tijde van de Kruistochten, in: Crux et Arma. Kruistochten. Ridderorden en Duitse Orde. Bilzen. pp. 15-28 (Bijdragen tot de geschiedenis van de Duitse Orde in de balije Biesen 4) 1997
- Law, christianity and modernism in islamic society, in : Orientalia Lovaniensia analecta, 86. 18th Congress of the Union Européenne des Arabisants et Islamisants, Leuven: Peeters, 1998
- Islam en christendom, het onmogelijke Gesprek?, Leuven: Davidsfonds, 1999, ISBN 90-5826-002-X
- Egypt and Syria in the Fatimid, Ayyubid and Mamluk eras (Vermeulen, U., Ed.; Van Steenbergen, J., Ed.), Leuven: Peeters, 2001
- Het Nederlands-Vlaams Instituut in Cairo, Ons Erfdeel, 2001
- Amr Du l-Kalb, Antar's last friend, in: Iranica selecta: Studies in honour of Professor Wojciech Skalmovski on the occasion of his seventieth birthday / Ed. by Alois Van Tongerloo. - Turnhout: Brepols (pp. 263-269), 2003